# Pongrácz Kálmán (királyi tanácsos)
Szentmiklósi és óvári Pongrácz Kálmán (Andrásfalu, 1844. szeptember 8. – Bécs, 1917. április 28.),  magyar királyi udvari tanácsos, a pozsonyi királyi közjegyzői kamara elnöke, nyitrai királyi közjegyző.

## Családja és származása
Pongrácz Kázmér (1801-1880) és Pongrácz Mária (1812-1884) fia. Az apai nagyszülei szentmiklósi és óvári Pongrácz Antal, földbirtokos és liptószentiványi Szent-Ivány Anna voltak. Az anyai nagyszülei szentmiklósi és óvári Pongrácz Jónás, földbirtokos, valamint liptószentiványi Szent-Ivány Karolina voltak. Nővére szentmiklósi és óvári Pongrácz Kamilla (1839–1909), akinek a férje tharnói Kostyál Sándor (1828–1880), köz- és váltó ügyvéd, 1848-as honvéd-százados.

## Élete
A pozsonyi királyi közjegyzői kamara elnöke. Az Osztrák–Magyar Bank magyarországi jelzáloghitel-osztály egyik bizalmija. Nyitra vármegye törvényhatósági bizottságának tagja. A Nyitrai Hitelbank alelnöke volt.
A Nyitrai Serfőző és Malátagyártó Részvénytársaságot 1894. november 4-én alapította Thuróczy Vilmos főispánnal és Karol Wolf csehországi vállalkozóval. A századfordulón a szabadelvű főispán Kramolin Viktor párton belüli nyitrai ellenzékéhez tartozott, az ún. disszidensekhez. 1916-ban a galgóci közjegyzőségről lemondott, majd udvari tanácsosi címet kapott.
A nyitrai főutcai Pongrácz-házat Stark Gyula zsidó vállalkozó vásárolta meg. Ennek kertjében alakította ki a mai Szlovákia első kertmoziját.
A nyitrai temetőben nyugszik. 1870-től felesége Zmertych Hedvig Mária (1847-1911). 1880-tól a nyitrai Fröbel Egylet elnöke volt. Gyermekei Pongrácz Géza (1871-1938), Pongrácz Károly (1872-1930) festőművész, Sándor (1873), ifj. Kálmán (1878-1933), Aladár (1881-1942/1962) és Hedvig (1882-1972; tótdiósi Dióssy Imre országgyűlési képviselő felesége).
Támogatta a Nyitrai Piarista Gimnáziumot.